# Laussa
Ne doit pas être confondu avec Laussat.
Laussa est une commune autrichienne du district de Steyr-Land en Haute-Autriche.